# Nationalmuseum (Posen)

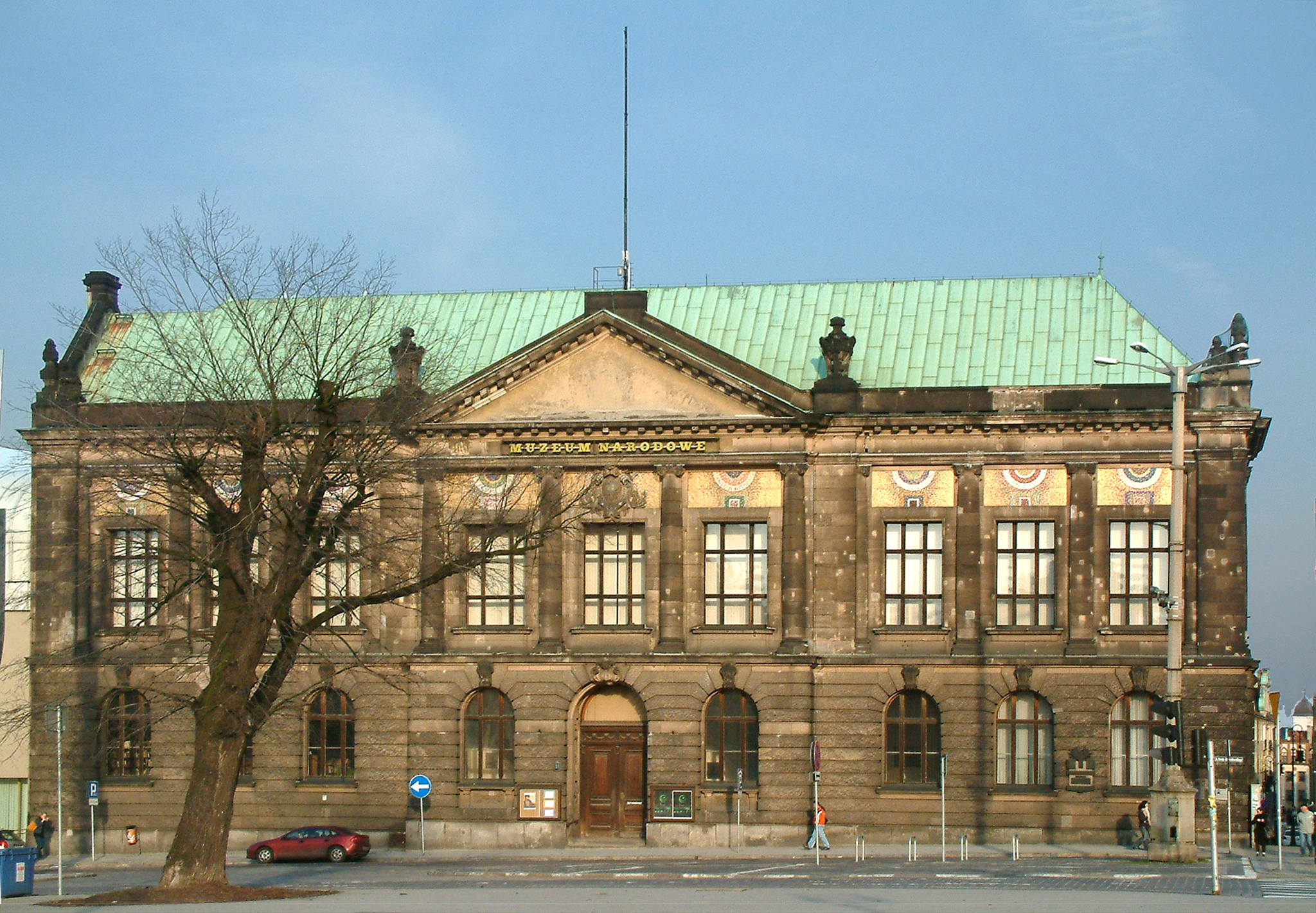
Nationalmuseum Posen

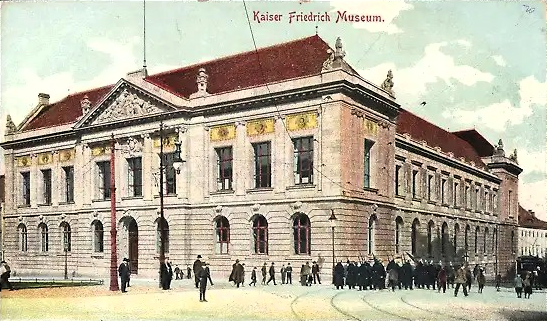
Ehem. Kaiser Friedrich-Museum

Das Nationalmuseum in Posen (pl. Muzeum Narodowe w Poznaniu) ist ein Kunstmuseum in Posen (Poznań).

## Geschichte
1857 wurde das Museum für polnisches und slawisches Altertum im Großherzogtum Posen durch die Posener Gesellschaft der Wissenschaftsfreunde gegründet. 1894 erhielt es den Namen Provinzial-Museum Posen, 1902 wurde es in Kaiser-Friedrich-Museum umbenannt. 1903 erhielt das Museum als Dauerleihgabe die umfangreiche Gemäldesammlung des in Posen geborenen Grafen Atanazy Raczyński, die von 1844 bis 1884 im Palais Raczyński am Berliner Königsplatz ausgestellt war, bevor an selber Stelle das Reichstagsgebäude errichtet wurde.
Das heutige Gebäude wurde 1904 nach einem Entwurf von Karl Hinckeldeyn im Stil des Historismus errichtet. Im gleichen Jahr übernahm der Maler Karl Ziegler mit dem Titel eines Professors die Leitung des Museums.

## Räume und Sammlungen
Das Museum umfasst neben einer Galerie antiker Kunst, einem Raum für die Kunst des Mittelalters und Galerien der polnischen Kunst des 16. bis 18. Jahrhunderts und des 18. bis 20. Jahrhunderts auch eine Sammlung zeitgenössischer Werke sowie ausländischer Künstler. Neben einer Poster- und Designgalerie gibt es einen besonderen Raum für die Münzsammlungen.

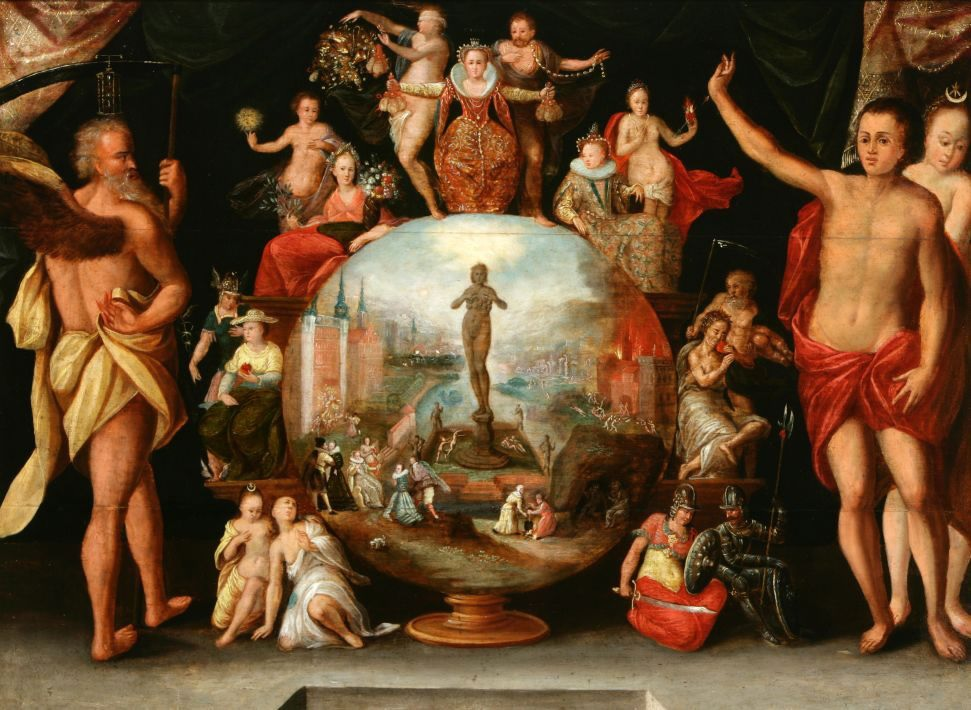
Modell der Welt und der Danziger Gesellschaft

Unter den Beständen findet sich das Triptychon „Modell der Welt und der Danziger Gesellschaft“, „Allegorie des Reichtums“ und „Allegorie des Hochmuts“ aus dem Jahre 1600 des Malers Anton Möller (1563–1611), der in die Kunstgeschichte als der „Maler von Danzig“ einging.